# Pavel Vinklát
Pavel Vinklát, tábornickou přezdívkou Déčko, (* 27. listopadu 1959 Jablonec nad Nisou) je někdejší český pedagog, pak hudebník, spoluzakladatel festivalu a publicista.

## Život
Nejdříve bydlel v Liberci, ovšem posléze se přestěhoval do Bílého Potoka ve Frýdlantském výběžku. Působil jako učitel a hrál na kytaru a zpíval v trampských skupinách, a sice „Jitro Praha“ a „Větrno Liberec“. Roku 1981 patřil mezi zakladatele hudebního festivalu trampských písní nazvaného Jizerská nota. Po sametové revoluci v letech 1996 až 2000 přispíval do časopisu Jizerské a Lužické hory. V té době (1998) spoluzakládal spolek „Jizerské aktivity“ a stal se jeho předsedou. Počínaje rokem 2002 přispívá svými články do periodika Krkonoše – Jizerské hory. Spolu s manželkou Květou založili nakladatelství nazvané Knihy 555.

## Dílo
Vinklát je autorem nebo spoluautorem publikací:
- Krajiny Jizerských hor
- Raspenava, město na Smědé
- Jizerskohorské přehrady a katastrofa na Bílé Desné
- Kronika trampingu v Jizerských horách (první vydání 1994, druhé 2004)
- 150 let hospodářské komory v Liberci (publikace mapuje období let 1851 až 2001)

Přispívá též do ediční řady Album starých pohlednic, a to do částí nazvaných:
- Západočeské lázně
- Olomoucko
- Jeseníky
- Křivoklátsko a Český kras
- Krušné hory
- Orlické hory
- Frýdlantsko (spolupráce s Miloslavem Nevrlým)

Je též autorem básní ve sbírce Vesmír ve sklenici medu a psal i texty písní (například „Kam chce zapadat slunce“).